# Ryan Leslie
Anthony Ryan Leslie, bedre kendt som Ryan Leslie er en R&B-producer/sanger fra USA.

## Diskografi
- Ryan Leslie (2009)
- Transition (2009)